# Contemplație

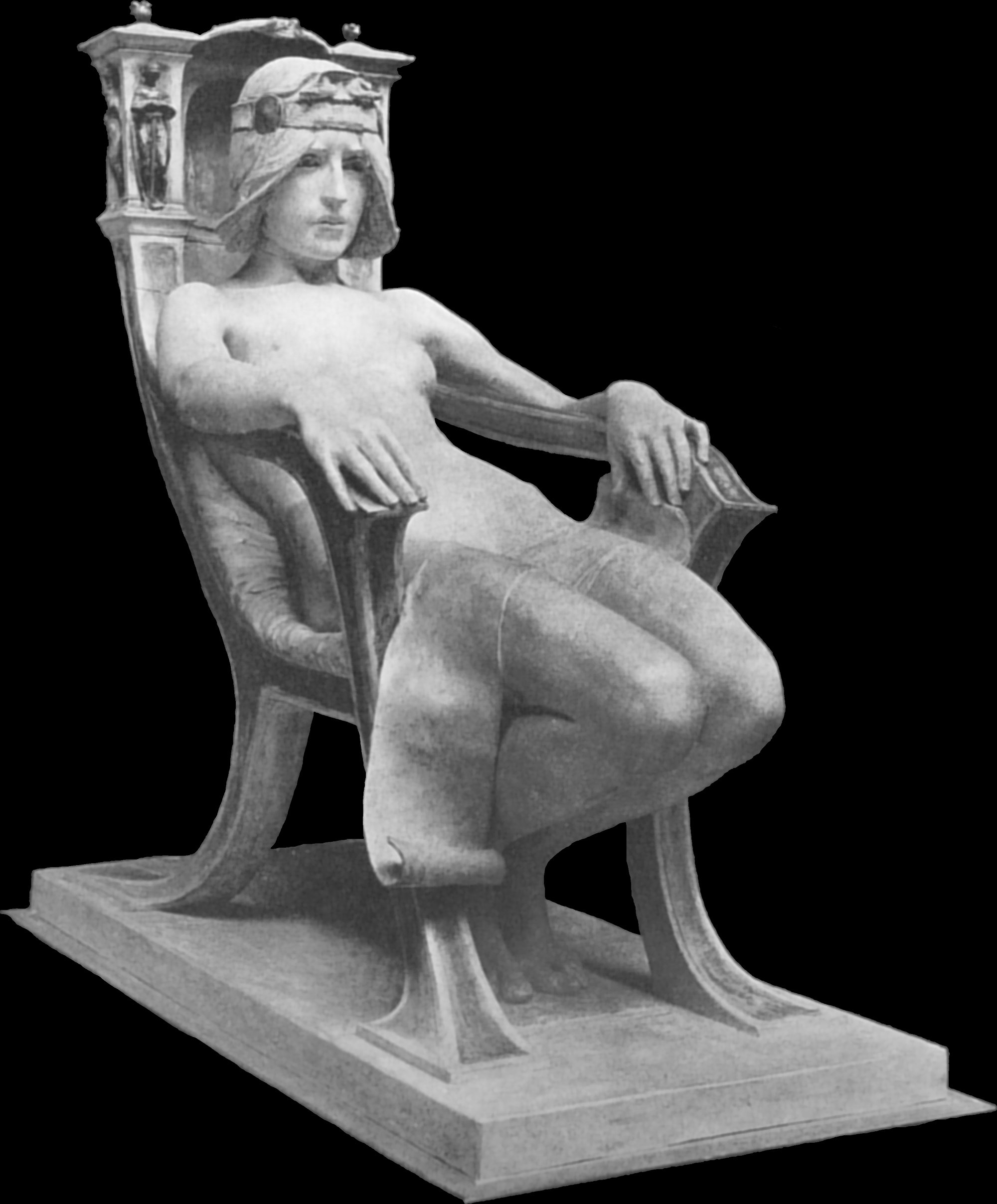
Statuie Spiritul contemplației de Albert Toft

Contemplația este gândirea profundă la ceva. Într-un sens religios, contemplația este de obicei un tip de rugăciune sau meditație.

## Etimologie
Cuvântul contemplație este derivat din cuvântul latin contemplatio. Rădăcina sa este aceeași ca și cea a cuvântului templum, o bucată de pământ consacrată primirii auspiciilor, sau o clădire pentru preaslăvire, derivat ori din *temenul proto-indo-european de baza - „a tăia”, ca „loc rezervat sau delimitat”, ori din *temenul proto-indo-european de baza - „a întinde”, referindu-se la un spațiu gol din fața unui altar. Cuvântul latin contemplatio a fost folosit pentru a traduce cuvântul grecesc θεωρία (theōría).